# Forêts d'altitude du rift Albertin
Localisation
L'écorégion des forêts d'altitude du rift Albertin appartient au biome des forêts décidues humides tropicales et subtropicales et se situe au cœur de l'afromontane tropicale du centre de l'Afrique.

## Géographie
La haute forêt d'afromontane couvre les zones ouest du Rwanda et du Burundi, la bordure est de la République démocratique du Congo et des parties de l'ouest de l'Ouganda et de la Tanzanie. Cette zone occupe le rift Albertin, branche occidentale de la vallée du Grand Rift. Elle comprend le plateau de Lendu en Ouganda (la forêt y a presque disparu), les montagnes des Virunga et la chaîne du Rwenzori qui s'étendent au Rwanda, en Ouganda et en République démocratique du Congo.
Vers les plus hauts sommets, qui se trouvent dans la chaîne du Rwenzori et des Virunga, à plus de 3 000 m, on trouve la zone de transition vers l'écorégion afroalpine des Landes d'altitude de Rwenzori-Virunga ; elle inclut les monts Stanley et Karisimbi. Le plus haut sommet du Burundi, le mont Heha, se trouve aussi dans cette écorégion.

### Zones urbaines et peuplements humains
Les principales zones habitées sont les suivantes :
- En Ouganda, la ville de Fort Portal, point de départ des visiteurs venant voir les chimpanzés du parc national de Kibale et visiter les montagnes de Ruwenzori dans le nord.
- Au Rwanda, la ville de Ruhengeri près du parc national des volcans ; les villes de Gisenyi et Kibuye, sur les rives du lac Kivu, servant de base pour des croisières sur le lac ; Cyangugu, servant de base pour les observations de primates dans le parc national de Nyungwe.
- En République démocratique du Congo, la ville de Goma, point de départ pour les visiteurs du parc national des Virunga et Bukavu, proche du parc national de Kahuzi-Biega qui est le principal refuge des gorilles des montagnes, menacés par la deuxième guerre du Congo.
- Au Burundi, les villes de Cibitoke, Bubanza et celle de Bururi, où une réserve naturelle vise à préserver la forêt d'afromontane.

## Flore et faune
Les forêts humides de l'écorégion ont un climat plus doux que celui de la forêt du bassin du Congo ou que celui des savanes d'Ouganda, du Rwanda et du Burundi ; elles abritent une grande variété de flore et de faune d'afromontane. Les forêts d'altitude du rift Albertin font partie de la liste dite « Global 200 » des 238 régions écologiques définies comme étant les plus représentatives des principaux types d'habitats terrestres, marins, et d'eau douce.
Le gorille des montagnes, en grand danger d'extinction, ne survit que dans cette écorégion, à l'instar du Cercopithèque de l'Hœst, du Cercopithèque de Hamlyn ainsi que de beaucoup d'espèces endémiques de papillons et d'oiseaux, tels que le Graueria vittata, le Muscicapa lendu et le Touraco du Rwenzori. L'amphibien Xenopus lenduensis est endémique du plateau Lendu.

### Préservation
Une grande partie de la forêt a été défrichée pour les besoins de l'agriculture et de l'exploitation forestière, particulièrement au Rwanda et au Burundi, zone de peuplement dense. De vastes étendues subsistent cependant aux plus hautes altitudes dans les montagnes des Virunga, le massif d'Itombwe et les monts Rwenzori. La déforestation en cours est la principale menace écologique de la région.
L'histoire politique violente de la région à l'époque contemporaine a aussi causé des dommages écologiques, par exemple en contribuant à l'élimination de la population des éléphants de savane du parc national des Virunga en République démocratique du Congo.

## Tourisme et loisirs
Les activités de tourisme et loisirs dans l'écorégion portent sur l'observation des gorilles de montagne dans la zone de conservation des Virunga (434 km2) qui comprend :
- le parc national de la forêt impénétrable de Bwindi, en Ouganda ;
- le parc national des Virunga en République démocratique du Congo ;
- le parc national des volcans au Rwanda (l'ancienne zone d'observation de la zoologiste Dian Fossey).
- le parc national de Kibale en Ouganda.

Il existe aussi des activités de trekking dans les montagnes du Rwenzori, notamment dans le parc national qui y est installé.